# Hercules e le donne amazzoni
Hercules e le donne amazzoni (Hercules and the Amazon Women), conosciuto anche come Hercules e le amazzoni, è un film televisivo del 1994 diretto da Bill L. Norton. Il film vede come protagonisti Kevin Sorbo, Anthony Quinn, Michael Hurst e Roma Downey.
Ideato da Christian Williams e interpretato da Kevin Sorbo, questo Hercules esordisce con 5 pellicole, usate per lanciare la serie televisiva, e vede il noto Anthony Quinn vestire il ruolo di Giove.
La colonna sonora dei film e della serie è composta da Joseph LoDuca, al tempo già noto per aver lavorato con Sam Raimi (produttore esecutivo dei 5 film e della serie TV) nella trilogia horror La casa.

## Trama
Nato dall'unione di una bellissima donna mortale e di Giove, il re degli dei, Hercules è in possesso di una forza straordinaria, che fin dalla giovane età decise di sfruttare per aiutare e proteggere gli esseri umani da varie avversità, quali mostri, giganti e soprattutto dei; questi ultimi incuranti e spesso crudeli nei confronti dell'umanità.
Una sera, un uomo di nome Pithus cerca aiuto raccontando che il suo villaggio, Gargarencia, è terrorizzato da strane creature. Hercules decide di aiutarlo e si fa condurre al villaggio, assieme al suo migliore amico, nonché nipote Iolao.
Dopo uno scontro con le bestie scoprono che in realtà queste non sono altro che le donne del villaggio, allontanatesi dai loro compagni e divenute alleate di Giunone, regina degli dei e matrigna di Hercules, che vuole annientarlo ad ogni costo (essendo lui il frutto dell'infedeltà del marito).

## Distribuzione
Il film venne doppiato in italiano e pubblicato in VHS nel novembre 1995, prima della sua trasmissione in TV. Nel primo doppiaggio Hercules era chiamato Ercole e gli dei dell'Olimpo erano chiamati con i loro nomi greci. Successivamente, quando Mediaset acquisì i diritti della serie TV (e dei 5 film), Hercules e le donne amazzoni venne completamente ridoppiato per omologare le voci a quelle nuove scelte per il telefilm. Durante il ridoppiaggio, il protagonista venne rinominato Hercules e gli dei dell'Olimpo vennero chiamati con i loro nomi romani. Inoltre, quando venne trasmesso in prima TV su Italia 1, il film venne accorpato alla prima stagione del telefilm e rinominato Hercules e le amazzoni..